# .lb
.lb je internetová národní doména nejvyššího řádu pro Libanon (podle ISO 3166-2:LB).